# GAİN Park Stadyumu
Das Bahçeşehir Okulları Stadyumu (deutsch Bahçeşehir Schulstadion, auch bekannt als Alanya Oba Stadyumu, durch Sponsoringvertrag offiziell GAİN Park Stadyumu) ist ein Fußballstadion in der türkischen Stadt Alanya, Provinz Antalya. 

## Geschichte
1990 war der Baubeginn der Heimspielstätte des Fußballvereins Alanyaspor. Aufgrund unterschiedlicher Probleme wurde das Stadion erst am 9. Januar 2011 mit dem Freundschaftsspiel Galatasaray Istanbul gegen Hannover 96 offiziell eröffnet. Es ist mit 10.128 Sitzplätzen ausgestattet.
Ab dem 12. August 2022 war die Spielstätte durch Sponsoringvertrag nach der Kırbıyık Holding benannt. Ab der Saison 2022/23 hieß es Kırbıyık Holding Stadyumu. Am 5. August 2024, kurz vor dem Beginn der Saison 2024/25, wurde GAİN Medya neuer Namensgeber des Stadions. Der Vertrag geht über zwei Jahre.